# Voznessénskaia
Voznessénskaia - Вознесенская (rus) és una stanitsa del krai de Krasnodar, a Rússia. Es troba a la riba del riu Txamlik, tributari del Labà, a 25 km al sud-est de Labinsk i a 167 km al sud-est de Krasnodar, la capital.
Pertanyen a aquest municipi els possiolki de Vessioli i Krasni, l'stanitsa de Ierióminskaia i els khútors de Séverni, Selski Pakhar, Khatxivan i Khlebodarovski.

## Història
La vila es fundà l'any 1841, juntament amb Labínskaia, Txamlikskaia i Urupskaia, en el marc del desplaçament de la línia defensiva contra els pobles adiguesos del riu Kuban al Labà. S'hi van traslladar primer unes 160 famílies de cosacs del Kuban. El 1861 tenia 2.245 habitants. S'hi van instal·lar també diversos artesans i la fàbrica de cervesa Razutova. El 1880 s'hi instal·là la primera escola parroquial. El 1897 tenia ja 14 escoles.
Fins al 1920 pertanyia a l'otdel de Labinsk de la província de Kuban. Del 1924 al 1929 fou centre administratiu del raion de Voznessénskaia.